# استووی گریفن: داستان ناگفته
استووی گریفن: داستان ناگفته (به انگلیسی: Stewie Griffin: The Untold Story) نام یک فیلم آمریکایی است که در سال ۲۰۰۵ به بازار ویدئویی عرضه شد. این فیلم دنباله‌ای از سریال مرد خانواده می‌باشد که در آن استووی گریفن به دنبال پدر واقعی خودش است.